# Kurt Wusthoff
Kurt Wusthoff (27 de janeiro de 1897 – 23 de julho de 1926) foi um piloto alemão durante a Primeira Guerra Mundial. Abateu 27 aeronaves inimigas, o que fez dele um ás da aviação. Foi o segundo militar mais jovem a ser condecorado com a Pour le Mérite.